# Sociedade de Debates da Universidade de Coimbra

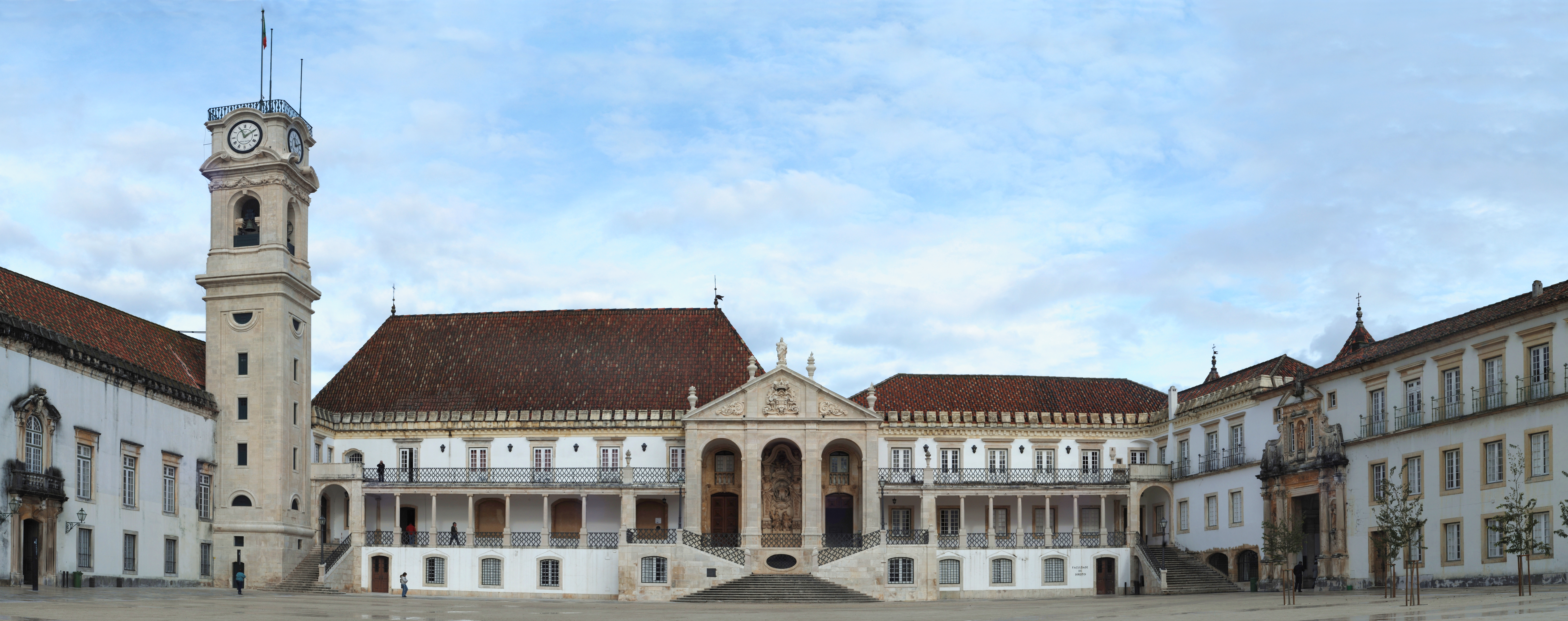
Universidade de Coimbra.

A Sociedade de Debates da Universidade de Coimbra, também referida como SDUC, é uma sociedade de debate da Universidade de Coimbra, cujos membros são provenientes desta instituição. Fundado a 25 de abril de 2012, e debate de acordo com o modelo parlamentar britânico.
Desde a sua formalização que a SDUC organizou três Torneios Nacionais de Debates Universitários (TORNADUs) e vencendo dois, mais recentemente em 2022, ganhos pela dupla Diogo Videira e Filipe Gírio, para além de participações e vitórias em torneios internacionais.
Tem também organizado vários torneios, como o Open de Coimbra, e o Torneio Interno.
A SDUC é membro do Conselho Nacional de Debates Universitários.